# Zorzines karsholti
Zorzines karsholti är en fjärilsart som beskrevs av Sato 1990. Zorzines karsholti ingår i släktet Zorzines och familjen nattflyn. Inga underarter finns listade i Catalogue of Life.